# Virion

Schéma virionu
neobaleného viru

Virion je označení pro kompletní virovou částici, která je schopna infikovat hostitele a dále se v něm množit. U nejjednodušších virů je to pouze komplex nukleové kyseliny (DNA nebo RNA) a bílkoviny (urychlují reakce, aby mohly probíhat při nižších teplotách), u složitějších přibývají navíc především povrchové obaly, jako například membránový obal a glykoproteiny.
Díky antigenitě je virion schopný navázat se na povrch hostitelské buňky. (Když „klíč“, který vir obsahuje, pasuje na „zámek“ buňky, vir je schopný se do buňky dostat.) O antigenitu se stará vnější obal viru.
Viriony jsou po vstupu do hostitelské buňky schopny změnit celý metabolismus buňky. Jejich velikost činí přibližně 15–390 nanometrů.